# Холізм
Холі́зм або голізм (грец. ὅλος (holos) — цілий, увесь) — «філософія цілісності» — напрям у сучасній західноєвропейській філософії, який розглядає цілісність світу як наслідок творчої еволюції, що спрямовується нематеріальним і непізнаванним «фактором цілісності».
Поняття холізму було введено південноафриканським військовим та державним діячем Яном Смутсом у книзі «Еволюція особистості» (1926). Холізм як вчення було засновано Джоном Скоттом Холдейном у книзі «Філософські основи біології» (1931).

## Принцип
Онтологічний принцип холізму говорить: ціле завжди є чимось більшим, ніж проста сума його частин. З холістичної позиції, весь світ — це єдине ціле, а окремі явища й об'єкти, що виділяються нами, мають сенс тільки як частина спільності. У зв'язку з цим багатьма холістичними мислителями релігійної та трансцендентальної орієнтації робився висновок, що розвиток світу має спрямовувати якась зовнішня щодо нього сила, хоча, наприклад, такий виражений іманентист, як Г. Гегель, теж був послідовним холістом.
У гносеології холізм спирається на принцип: пізнання цілого має передувати пізнанню його частин.

## Холізм в історії філософії
Холізм панував у європейській філософській думці з давнини до XVII століття. Приклад холістичного затвердження з праць Гіппократа: «людина є універсальна та єдина частина від навколишнього світу», або «мікрокосм у макрокосмі». Представник класичного німецького ідеалізму Г. В. Ф. Гегель говорив: "тільки ціле має сенс".
Однак з розвитком у XVII–XIX ст. науки й поширенням у філософії та природознавстві механістичних і редукціоністських ідей взяв гору погляд на будь-яку систему як на похідну частин, і зміцніло переконання, що властивості будь-якого об'єкта можуть бути виведені з аналізу його складових елементів. Відповідно, холістичний принцип став сприйматися як філософська концепція, що не має практичної цінності, і виявився відтисненим на периферію суспільної свідомості.
Інтерес до ідей холізму знову зріс у XX столітті у зв'язку з кризою класичної картини світу та розквітом герменевтики. Власне, у цей час і з'явився термін – у «філософії цілісності» Я. Смутса.

## Холістичний принцип у сучасній філософії
Холізм притаманний безлічі філософських концепцій розвитку, у тому числі ідей А. Бергсона й А. Н. Вайтгеда, що опинилися під впливом. Виділяють онтологічний холізм (стверджує верховенство цілісностей перед окремими елементами) та методологічний холізм (пояснює окремі феномени у зв'язку з цілісностями). У широкому значенні холізм є установкою на облік всіх сторін аналізованого явища і критичне ставлення до будь-якого одностороннього підходу. Холізм має широку популярність в різних навчаннях. Його прихильниками виступили А. Ломан, А. Меєр-Абіх, Дж. Голдейн, він став основою гештальтпсихології, феноменології Е. Гуссерля, низки напрямків соціальної філософії (К. Маркс, Е. Дюркгайм, Н. Луман) та сучасної філософії науки (теза Дюгема-Квайна, теза Куна-Фейєрабенда).
Нині холізм розробляється у загальній теорії систем. З холістичних уявлень виходить поняття синергії, що часто використовується. Практичним втіленням ідеї холізму є поняття емерджентності, що виникло в синергетиці, тобто виникнення в системі нової системної якості, що не зводиться до суми якостей елементів системи. Відкрито спирається на холістичний принцип К. Вілбер у філософській концепції інтегральної психології, що розвивається ним.

## У лінгвістиці
У лінгвістиці холізм означає мовленнєву комунікацію за допомогою злитих фраз, не поділених на окремі слова. Такий тип комунікації, на думку деяких вчених, передував членороздільному мовленню Homo Sapiens, і спостерігався, зокрема, у неандертальців.

## В медицині
Медичне трактування холізму полягає в тому, що живі організми складаються з безлічі частин, що взаємодіють між собою. Порушення роботи однієї викликає порушення роботи цілої системи.
Холістичний філософський погляд відображений у медицині серед широкого спектра напрямів, починаючи теорією медсестринства та закінчуючи остеопатією.

### Холізм та сестринська справа
Філософія холізму відбито у діяльності медсестри тим, що вона розглядає людину як цілісну сукупність біопсихосоціальних аспектів, а не лише як носія певної хвороби. Відповідно, її робота полягає в тому, щоб задовольнити його фізичні (біологічні), психічні та соціальні потреби, виходячи з її можливостей.

## Холістичне прогнозування
Відомий публічний філософ Роман Кржнарік розглядає поняття холістичного прогнозування як один із ключових інструментів довгострокового мислення. Таке прогнозування орієнтоване на більш віддалені горизонти, ніж традиційне прогнозування, оперує десятиліттями та століттями та фокусується на перспективах людства та природи у глобальному масштабі, а не на вузьких інституційних та корпоративних інтересах, які зазвичай переважають при традиційному прогнозуванні.

## Критика
Попри те, що ідея холізму є протилежною до редукціонізму, фізик-теоретик і популяризатор науки Девід Дойч у своїй книзі «Структура реальності» показує критичне ставлення однаково до обох понять: «До речі, протилежність редукціонізму — холізм, ідея про те, що єдино правильні пояснення складені на основі систем вищого рівня, — ще помилковіша, ніж редукціонізм. Чого очікують від нас холісти? Те, що ми припинимо наші пошуки молекулярного походження хвороб? Що ми відмовимося від того, що люди складаються із дробоатомних частинок? Там, де існують спрощені пояснення, вони так само бажані, як будь-які інші».

## Див.також
- Холістична медицина
- Емерджентність
- Теорія систем
- Синергетика
- Епістемологія
- Принцип доповнюваності